# Mitchell Cole
Mitchell Cole (Londen, 6 oktober 1985 – aldaar, 1 december 2012) was een Engels voetballer.
Cole moest verplicht stoppen met het spelen van profvoetbal in 2011 wegens hartproblemen.
Cole speelde als middenvelder voor West Ham United FC, Grays Athletic FC, Southend United FC, Oxford United en Stevenage FC. Bij Stevenage maakte hij een van de eerste belangrijke goals in het gloednieuwe Wembley in mei 2007.
Nadat hij afgekeurd werd in 2011 (bij Oxford United) speelde hij toch nog voetbal bij kleinere clubs als Stotfold FC en Hitchin Town F.C. Zijn laatste club was Arlesey Town F.C. in 2012.
Cole overleed in de nacht van 30 november op 1 december 2012 op 27-jarige leeftijd.
Mitchell Cole was getrouwd met een zus van Joe Cole en was vader van twee kinderen. Zes dagen na zijn overlijden beviel zijn vrouw van hun derde kind.